# Reginald I. Vachon
Reginald Irenee Vachon (Norfolk, 29 de enero de 1937 - 24 de diciembre de 2020) fue un ingeniero mecánico, ejecutivo de negocios, abogado e inventor estadounidense. Se desempeñó como presidente de la Sociedad Estadounidense de Ingenieros Mecánicos.

## Primeros años
Vachon nació en Norfolk, Virginia siendo hijo de Rene Albert Vachon y Regina (Galvin) Radcliffe Vachon. Después de su graduación de la escuela secundaria en 1954, asistió a la Academia Naval de los Estados Unidos en 1954-55. Continuó sus estudios en la Universidad de Auburn, donde obtuvo su licenciatura en ingeniería mecánica en 1958 y su maestría en ciencias nucleares en 1960.
Vachon continuó sus estudios en la Universidad Estatal de Oklahoma, donde obtuvo su Ph.D. en ingeniería mecánica en 1963. En 1969 también obtendría su Licenciatura en Derecho en la Escuela de Derecho Thomas Goode Jones. Mientras tanto, Vachon había comenzado su carrera académica en la Universidad de Auburn en 1958 como asistente de investigación, se convirtió en investigador asociado en 1963 y fue profesor asociado de 1963 a 1978.

## Carrera
En 1977, Vachon fundó Vachon Nix & Associate, donde es presidente desde entonces. De 1981 a 1990 trabajó como director de operaciones en Thacker Construction Company. En 1991-92 fue presidente y director ejecutivo de Compris Technology, Inc., y desde entonces se desempeñó como ejecutivo en algunas otras empresas, incluidas United Information Technologies, Inc. y Direct Measurements, Inc.

## Premios y honores
Fue presidente de la Sociedad Estadounidense de Ingenieros Mecánicos en 2003-2004.
Fue galardonado con la Medalla ASME en 2019.

## Publicaciones Seleccionadas
- Fong, JT, Ranson, WF, Vachon, RI y Marcal, PV (enero de 2008). Monitoreo del envejecimiento estructural a través de la tecnología de evaluación no destructiva (NDE) basada en la web. En la Conferencia sobre tuberías y recipientes a presión de ASME 2008 (págs. 1565-1613). Sociedad Americana de Ingenieros Mecánicos.
- Vachon, Reginald I. " Aparato y método para determinar tensiones y deformaciones en tuberías, recipientes a presión, elementos estructurales y otros cuerpos deformables ". Patente de Estados Unidos Nº 4.591.996. 27 de mayo de 1986.
- Vachon, Reginald I. y William F. Ranson. " Aparato y método para determinar la tensión y deformación en tuberías, recipientes a presión, elementos estructurales y otros cuerpos deformables ". Patente de Estados Unidos Nº 5.065.331. 12 de noviembre de 1991.
- Vachon, Reginald I. " Medidor de fatiga de análisis de elementos finitos ". Patente de Estados Unidos Nº 6.874.370. 5 de abril de 2005.